# 索倫眼龍屬
索倫眼龍屬又稱索倫龍，是獸腳亞目恐龍的一屬，為鯊齒龍科家族的基幹成員之一，生存於約一億年前左右的白堊紀森諾曼期早期，化石發現於摩洛哥的拉希迪耶省東部。
部分古生物學家將索倫眼龍視為撒哈拉鯊齒龍的異名，但此論點仍有爭議。

## 特徵描述
由於目前對索倫眼龍的認識全都只來自一批屬於上頭骨的部分化石，因此所知有限。但根據這些頭骨化石推算得知，索倫眼龍的身長可能達12公尺以上，這在鯊齒龍科家族中屬於中大型，但以獸腳類恐龍而言已經算是巨型。此外索倫眼龍的頭骨化石也具有數個能和其他鯊齒龍類區分開來的特徵，包括以下幾點：
- 前鼻突（nasal processes of the frontal）的背面具有橫向突出，鼻骨和額骨的接觸面積占了額骨（接觸表面）的40%以上。
- 前額骨和淚骨背側表面有增厚的圓拱狀隆起。

但索倫眼龍最顯著的特徵莫過於其背外側增厚的額骨（dorsoventrally thickened frontal），科學家推測，這種加厚的結構可能是為了適應或應付頻繁的頭部撞擊，比如說雄性之間經常發生的打鬥。